# Schlacht von Weihaiwei
Pungdo – Seonghwan – Pjöngjang – Yalu – Jiuliangcheng – Lüshunkou – Weihaiwei – Yingkou – Pescadoren
Die Schlacht von Weihaiwei fand vom 20. Januar bis zum 12. Februar 1895 in Nordchina während des Ersten Japanisch-Chinesischen Krieges statt. Im Lauf der Schlacht gelang es den japanischen Streitkräften, den Flottenstützpunkt Weihaiwei zu erobern. Dadurch kontrollierte Japan nach der vorausgegangenen Schlacht von Lüshunkou den Seeweg durch den Golf von Bohai zur chinesischen Hauptstadt Peking. Ebenso verlor China die Reste seiner modernen Flotte, welche in Weihaiwei ankerte.

## Vorgeschichte
Bei der Seeschlacht am Yalu im September 1894 erlitt die chinesische Marine eine schwere Niederlage. Die Reste der modernen Beyang-Flotte zogen sich auf den befestigten Flottenstützpunkt Weihaiwei zurück. Die japanische Armee ging nach ihren Landsiegen auf der Liaodonghalbinsel in der Mandschurei Richtung Peking vor. Am 14. Januar beschloss die japanische Führung unter der Ägide des Premierministers Itō Hirobumi Weihaiwei zu nehmen. Dies sollte durch eine Anlandung von Truppen auf der Shandonghalbinsel, welche den Stützpunkt von Land eroberten erfolgen. Ziel der Operation war es die verbliebenen Reste der Beiyang-Flotte auszuschalten um den Seeweg durch den Golf von Bohai für japanische Nachschub- und Truppentransporte zu sichern.
Hierzu wurden die 2. Division und Teile der 6. Division unter dem Kommando von Ōyama Iwao abgestellt.

## Verlauf

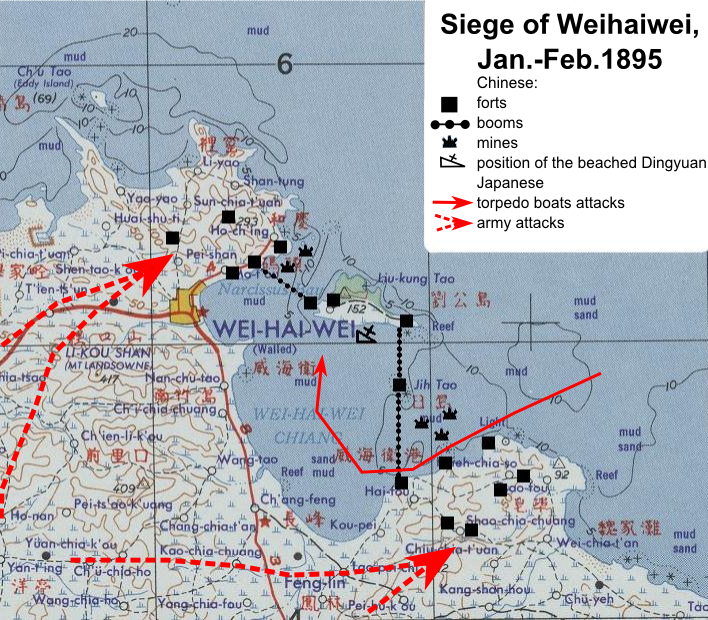
Schematische Darstellung der Operationen bei der Schlacht

Am 18./19. Januar 1895 unternahmen japanische Flotteneinheiten ein Bombardement der Stadt Dengzhou, um vom eigentlichen Landungsort abzulenken. Die japanischen Truppen wurden am Folgetag in Dalian eingeschifft und wurden vom 20. bis 23. Januar bei Rongcheng auf der Shandonghalbinsel angelandet. Der Abmarsch der Truppen Richtung Weihaiwei begann am 26. Januar 1895. Am 30. Januar erreichten die japanischen Kräfte aus drei Richtungen die Stadt und eroberten die Befestigungen westlich und östlich der Stadt. Am Folgetag begann der Angriff auf die Stadt. Die japanischen Truppen eroberten die Stadt am 2. Februar nach der Auflösung und Flucht der verteidigenden chinesischen Truppen. Der Hafen war separat verteidigt und war durch mechanische Hindernisse zur Seeseite blockiert worden. Am 4. Februar konnten die Japaner die Hafenblockade mit einem Torpedobootangriff durchbrechen. Ab dem 7. Februar kam es zu einem koordinierten Angriff der Armee und Marine auf den Hafen.
Am 12. Februar versuchte der chinesische Befehlshaber der Beiyang-Flotte Ding Ruchang die verbleibenden Schiffe selbst zu versenken. Als er infolgedessen von der meuternden Besatzung bedroht wurde, beging er Suizid, dem drei seiner verbliebenen Kapitäne folgten. Noch verbliebene seetüchtige Schiffe der Marine versuchten erfolglos den Hafen zu verlassen. Infolgedessen kapitulierten die verbliebenen Reste des chinesischen Widerstands.

## Folgen
Die japanische Flotte ließ die verbliebenen Gefangenen frei und ließ Dings sterbliche Überreste mit militärischen Ehren aus dem Hafen eskortieren. Dem chinesischen Oberbefehlshaber war vorher vom Admiral Itō Sukeyuki freies Geleit für seine Person nach Japan angeboten worden, da diesen eine persönliche Freundschaft mit Ding verband. Der Suizid wurde von japanischer Seite als selbstloser Akt der Gesichtswahrung und der Bitte um Gnade für die Gefangenen gesehen. Kaiser Guangxu quittierte die Ereignisse mit der Order an den Gouverneur der Provinz Shandong, Rückkehrer von der Schlacht exekutieren zu lassen. Die japanischen Truppen konnten nach der Einnahme Weihaiweis die gesamte Provinz Shandong unter ihre Kontrolle bringen und kontrollierte mit der gegenüberliegenden Halbinsel Liaodong den Zugang zur Hauptstadt Peking ins Gelbe Meer. Die chinesische Seite schaffte nach der Niederlage ihre Admiralitätsverwaltung ab, da die moderne Flotte nach dem Verlust der Beiyang-Flotte aufgehört hatte zu existieren. Am chinesischen Hofe reagierten traditionalistische Kreise mit der Forderung nach einem Angriff auf die japanischen Hauptinseln. Dieser sollte durch improvisierte Kräfte oder ausländische Söldner durchgeführt werden. Angesichts der tatsächlichen militärischen Lage blieb die Forderung folgenlos.